# Линк, Келли
Келли Линк (англ. Kelly Link; род. 1969, Майами, Флорида) — американская писательница и редактор, пишет в основном рассказы. Некоторые из её художественных произведений можно довольно чётко отнести к определённому жанру, другие же её рассказы сочетают в себе разные жанры: научная фантастика, фэнтези, ужасы, детектив и реализм.

## Биография
Келли Линк родилась 19 июля 1969 года в Майами, Флорида, США. Линк является выпускницей Колумбийского университета Нью-Йорка и Университета Северной Каролины в Гринсборо.
Вместе с муже Гэвином Грантом она руководит издательством «Small Beer Press», основанным в Нортгемптоне, штат Массачусетс. Они также совместно с Эллен Датлоу в течение пяти лет редактировали серию антологий «Ежегодный выпуск лучшего фэнтези и ужасов» издательства «St. Martin’s Press».
У Линк есть дочь Урсула Аннабель Линк-Грант.

## Награды
Келли Линк получила ряд премий за свои художественные произведения, в том числе «Хьюго», три «Небьюлы» и Всемирную премию фэнтези.